# Bodas de sangre - Nozze di sangue
Bodas de sangre - Nozze di sangue (Bodas de sangre) è un film del 1981 diretto da Carlos Saura. Il film è basato sul balletto che trae ispirazione dal dramma teatrale di Federico García Lorca.

## Trama
Nozze di sangue è una commedia che parla di due coppie, una sposata e ed una che si deve sposare il giorno dopo. Il marito della coppia sposata è l'amante della neo sposa. Durante il matrimonio scoppia un duello fra i due uomini da cui nessuno esce vincitore e la sposa, disperata, promette che non amerà più nessuno.